# The Wannabe
The Wannabe è un film thriller del 2015, diretto da Nick Sandow e prodotto da Martin Scorsese.